# فلیکس کارنرو
فلیکس کارنرو (انگلیسی: Félix Carnero؛ زادهٔ ۱ ژوئن ۱۹۴۸) بازیکن فوتبال اهل اسپانیا است.
از باشگاه‌هایی که در آن بازی کرده‌است می‌توان به باشگاه فوتبال سلتاویگو اشاره کرد.